# Palo Blanco, Tenamaxtlán
Palo Blanco är en ort i Mexiko.   Den ligger i kommunen Tenamaxtlán och delstaten Jalisco, i den centrala delen av landet, 500 km väster om huvudstaden Mexico City. Palo Blanco ligger 1 374 meter över havet och antalet invånare är 129.
Terrängen runt Palo Blanco är kuperad åt sydost, men åt nordväst är den platt. Runt Palo Blanco är det ganska glesbefolkat, med 22 invånare per kvadratkilometer. Närmaste större samhälle är Unión de Tula, 18,6 km sydväst om Palo Blanco. I omgivningarna runt Palo Blanco växer huvudsakligen savannskog.